# Антацид
Антацид је било која супстанца, најчешће базног хемијског карактера, која је погодна за примену у неутрализацији желудачне киселине и смањењу ацидитета стомачне средине.

## Индикације и механизам деловања
Третман антацидима се концентрише на ублажавање симптома а никако на третман подложног стања. Индиковани су у ублажавању горушице и бола изазваног иритацијом желудачних чирева. Важно је нагласити да у другом случају, третман само антацидима углавном није довољан и захтева укључивање инихибитора протонске пумпе.
Антациди могу значајно да смање биорасположивост појединих група лекова. Тако истовремена орална примена антацида са тетрациклинима може довести до смањене апсорпције ових антибиотика, услед формирања стабилних хелатних комплекса са јонима метала. Слично, смањена pH желудачне средине може неповољно деловати на апсорпцију појединих антимикотика.
Антациди, у зависности од активне супстанце, углавном неутрализују желудачну средину претежно стварајући пуфер са желудачном киселином. Друге супстанце, као оне које су извор алуминијумових јона, инхибирају контракцију глатке мускулатуре одлажући ослобађање киселине.

## Супстанце у употреби
- Алуминијум хидроксид
- Магнезијум хидроксид
- Алуминијум карбонат
- Калцијум карбонат
- Натријум хидрогенкарбонат
- Хидроталцит
- Бизмут субсалицилат

Ове супстанце се ретко користе саме, већ у комбинацији са бројним помоћним материјама. Прилагођене су оралној примени, најчешће у виду раствора или таблета за жвакање.

## Нежељени ефекти
Примена антацида као и свих других лекова захтева опрезност, посебно када је реч о континуираној, дуготрајној примени. Нежељени ефекти и компликације су ретке када је реч о повременој употреби. Уколико се јаве, могу да буду од стомачних тегоба у виду надимања или опстипације, док се дуготрајна примена повезује и са формирањем камена у бубрегу, а у екстремним случајевима и са реналном инсуфицијенцијом.
Осим тога смањена киселост у желуцу може проузроковати већу подложност бактеријама које јака желудачна киселина иначе уништава. Под истим условима, апсорбција неких хранљивих материја такође може бити отежана.